# Landesinstitut für Gesundheit und Arbeit des Landes Nordrhein-Westfalen
Das Landesinstitut für Gesundheit und Arbeit des Landes Nordrhein-Westfalen (LIGA.NRW) wurde als Einrichtung gemäß § 14 Landesorganisationsgesetz zum 1. Januar 2008 errichtet. Die Einrichtung unterstand der Dienstaufsicht des für Arbeit zuständigen Ministeriums. Die Fachaufsicht lag sowohl beim Arbeits- als auch beim Gesundheitsministerium.
In der Einrichtung waren das bisherige Landesinstitut für den öffentlichen Gesundheitsdienst des Landes Nordrhein-Westfalen und die bisherige Landesanstalt für Arbeitsschutz des Landes Nordrhein-Westfalen zusammengeführt worden.
Seit dem 1. Januar 2012 werden die Aufgaben des ehemaligen Landesinstituts für Gesundheit und Arbeit des Landes Nordrhein-Westfalen in den neu errichteten Institutionen Landesinstitut für Arbeitsschutz und Arbeitsgestaltung Nordrhein-Westfalen (LIA) und Landeszentrum Gesundheit Nordrhein-Westfalen - LZG.NRW wahrgenommen.

## Aufgaben
Das Landesinstitut für Gesundheit und Arbeit beriet und unterstützte die Landesregierung, die Behörden und Einrichtungen sowie die Kommunen des Landes Nordrhein-Westfalen in Fragen der Gesundheit, der Gesundheitspolitik sowie der Sicherheit und des Gesundheitsschutzes in der Arbeitswelt. Die Aufgabenfelder des LIGA.NRW reichten von der Gesundheitspolitik über Prävention und Gesundheitsförderung, Förderung von Innovationen im Gesundheitswesen, Betrieblichem Gesundheitsmanagement und gesunder Gestaltung von Arbeitsbedingungen bis zu Arzneimittelsicherheit, Infektionsschutz und Hygiene.
Als politischer Fachberater unterstützte das LIGA.NRW die Gesundheitsberichterstattung des Landes und stellte Daten, Berichte und Analysen zur Gesundheitssituation in Nordrhein-Westfalen zur Verfügung. Als amtliche Arzneimitteluntersuchungsstelle sowie Geräteuntersuchungsstelle des Landes stärkte das LIGA.NRW den Patienten- und Verbraucherschutz in Nordrhein-Westfalen. Das Institut war die Zentralstelle für die Überwachung von Infektionskrankheiten wie auch die für den medizinischen Arbeitsschutz zuständige Stelle des Landes Nordrhein-Westfalen. Als „Zentrale Stelle Gesunde Kindheit“ unterstützte das LIGA.NRW die Aktion „Gesunde Kindheit“, mit der das Land die Teilnahme der Kinder an Früherkennungsuntersuchungen fördern will.
Seit 2008 koordinierte das Landesinstitut den „Regionalen Knoten Nordrhein-Westfalen“ im bundesweiten Kooperationsverbund Gesundheitsförderung bei sozial Benachteiligten. Ebenfalls seit 2008 war das Institut anerkannt als WHO Collaborating Centre for Regional Health Policy and Public Health.